# Кубок Литви з футболу 2021
Кубок Литви з футболу 2021 — 33-й розіграш кубкового футбольного турніру в Литві. Титул здобув Жальгіріс (Вільнюс).

## Календар
| Раунд        | Дата                        | Матчі | Клуби   |
| ------------ | --------------------------- | ----- | ------- |
| Перший раунд | 22–25 травня 2021           | 14    | 30 → 16 |
| 1/8 фіналу   | 15–23 червня 2021           | 8     | 16 → 8  |
| 1/4 фіналу   | 18 серпня – 22 вересня 2021 | 4     | 8 → 4   |
| 1/2 фіналу   | 28-29 вересня 2021          | 2     | 4 → 2   |
| Фінал        | 23 жовтня 2021              | 1     | 2 → 1   |

## Перший раунд
| Команда 1                | Рахунок      | Команда 2               |
| ------------------------ | ------------ | ----------------------- |
| 22 травня 2021           |              |                         |
| Вілтіс (Вільнюс) (3)     | 0:0 пен. 3:4 | Гарлява (3)             |
| Атмосфера (Мажейкяй) (2) | 0:3          | Хегельманн Літауен      |
| БФА (2)                  | 0:2          | Невежис                 |
| Мінія (Кретинга) (2)     | 1:1 пен. 4:5 | ДФК Дайнава             |
| Фортуна (Каунас) (3)     | 0:4          | САНЕД (Йонішкіс) (3)    |
| Панеріс (3)              | 1:2          | ФА Шяуляй (2)           |
| Свейката (Кібартай) (3)  | 1:3          | Бабрунгас (Плунге) (2)  |
| Утеніс (Утена) (3)       | 0:3          | Шилуте (3)              |
| 23 травня 2021           |              |                         |
| Клайпедос ФМ (3)         | 0:6          | Джюгас (Тельшяй)        |
| Екранас (Паневежис) (3)  | 2:5 дч       | Нептунас (Клайпеда) (2) |
| Судува                   | 1:0          | Рітеряй (Вільнюс)       |
| Йонава (2)               | 1:2          | Паневежис               |
| 24 травня 2021           |              |                         |
| Жальгіріс (Вільнюс)      | 5:0          | Банга                   |
| 25 травня 2021           |              |                         |
| Атлетіс (Вільнюс) (3)    | 1:6          | Шілас (Казлу-Руда) (2)  |

## 1/8 фіналу
| Команда 1               | Рахунок       | Команда 2              |
| ----------------------- | ------------- | ---------------------- |
| 15 червня 2021          |               |                        |
| БФА (2)                 | 0:6           | Джюгас (Тельшяй)       |
| ДФК Дайнава             | 0:3           | Жальгіріс (Вільнюс)    |
| 16 червня 2021          |               |                        |
| Паневежис               | 2:2 пен. 4:3  | Кауно Жальгіріс        |
| Шілас (Казлу-Руда) (2)  | 0:4           | Хегельманн Літауен     |
| Гарлява (3)             | 2:1           | Шилуте (3)             |
| 22 червня 2021          |               |                        |
| Невежис                 | 0:2           | Судува                 |
| 23 червня 2021          |               |                        |
| САНЕД (Йонішкіс) (3)    | 1:3           | ФА Шяуляй (2)          |
| Нептунас (Клайпеда) (2) | 1:1 пен. 9:10 | Бабрунгас (Плунге) (2) |

## 1/4 фіналу
| Команда 1              | Рахунок      | Команда 2           |
| ---------------------- | ------------ | ------------------- |
| 18 серпня 2021         |              |                     |
| Джюгас (Тельшяй)       | 1:3          | Паневежис           |
| 25 серпня 2021         |              |                     |
| Бабрунгас (Плунге) (2) | 0:0 пен. 4:2 | ФА Шяуляй (2)       |
| 14 вересня 2021        |              |                     |
| Гарлява (3)            | 0:2          | Хегельманн Літауен  |
| 22 вересня 2021        |              |                     |
| Судува                 | 0:0 пен. 5:6 | Жальгіріс (Вільнюс) |

## 1/2 фіналу
| Команда 1              | Рахунок | Команда 2          |
| ---------------------- | ------- | ------------------ |
| 28 вересня 2021        |         |                    |
| Бабрунгас (Плунге) (2) | 1:3     | Паневежис          |
| 29 вересня 2021        |         |                    |
| Жальгіріс (Вільнюс)    | 4:0     | Хегельманн Літауен |

## Фінал
| 23 жовтня 2021 18:00 (EEST) |

| Жальгіріс (Вільнюс)                                | 5:1                       | «Паневежис»     |
| -------------------------------------------------- | ------------------------- | --------------- |
| К'єреме 5' Діау 16' Відемон 50', 81' Сильвестр 78' | Soccerway lff.lt Протокол | 44' Янушевський |

| Савівальдібе, Шяуляй Глядачів: 1 112 Арбітр: Юрій Пашковський |